# الاستخبارات في حرب الاستقلال الأمريكية

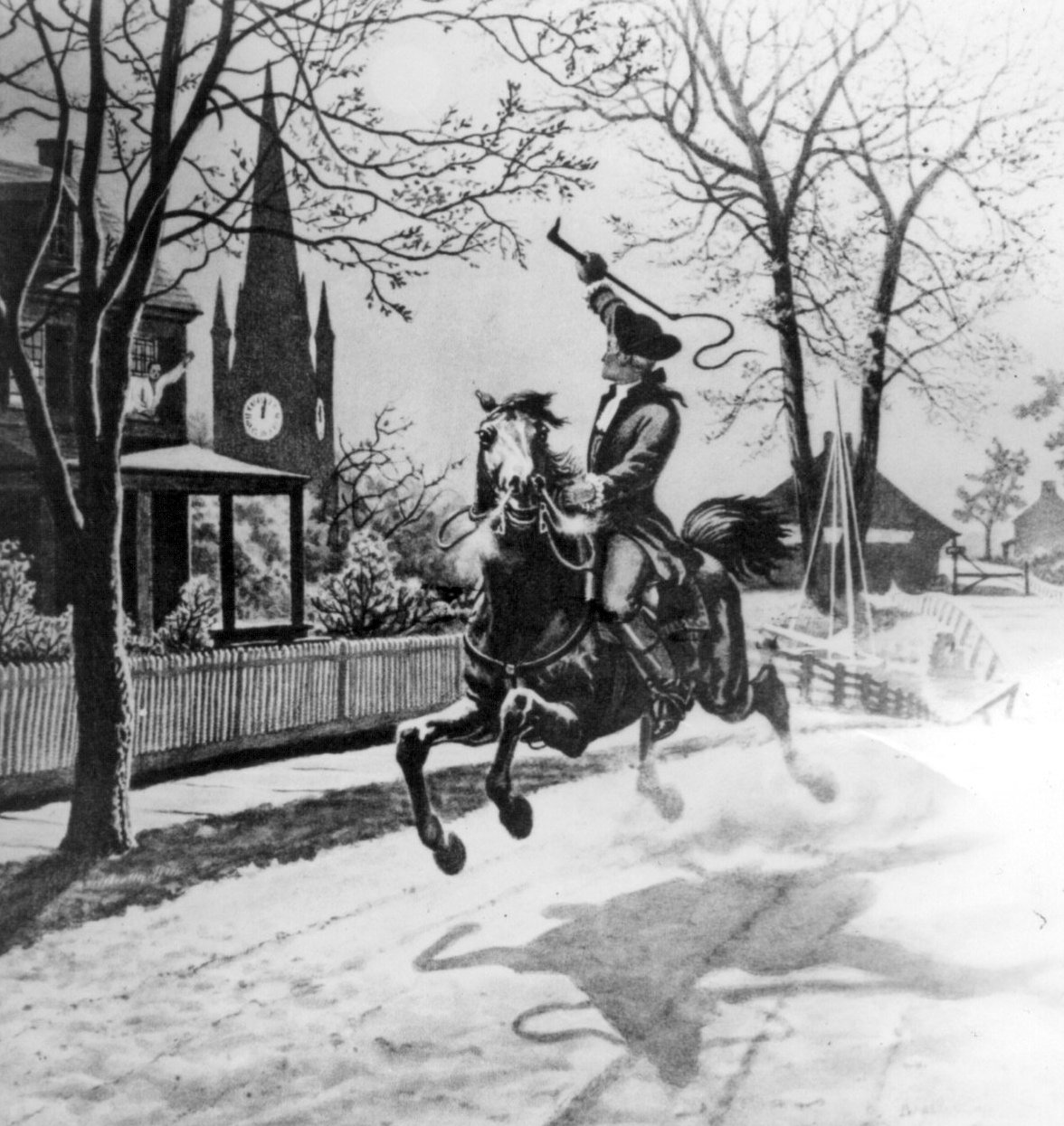
رحلة بول ريفير

خلال حرب الاستقلال الأمريكية، أجرى الجيش البريطاني والجيش القاري عمليات تجسس ضد بعضهما لجمع معلومات استخباراتية عسكرية للعمليات العسكرية. إضافة إلى ذلك، أجرى كلا الطرفين أفعالًا سياسية وأفعالًا بالسر وأفعال مكافحة تجسس وخداع وعمليات دعاية كجزء من استراتيجيتها الإجمالية.
روقبت الاستخبارات الأمريكية وتعرضت لعقوبات من قبل الكونغرس القاري لتوفير معلومات استخباراتية عسكرية للجيش القاري لمساعدته في القتال ضد بريطانيا   خلال الحرب الثورية الأمريكية. أنشأ الكونجرس لجنة سرية للاستخبارات المحلية ولجنة للمراسلات السرية للاستخبارات الأجنبية، ولجنة للجواسيس لمراقبتهم ضمن حركة الوطنيين.
روقبت جهود التجسس البريطانية من قبل الجيش البريطاني وتركزت بصورة رئيسية على جمع معلومات استخباراتية عسكرية لدعم العمليات العسكرية.

## المنظمات الأمريكية المشاركة في التجسس

### اللجنة السرية
أنشأ الكونجرس القاري الثاني لجنة سرية في 18 من شهر سبتمبر من عام 1775. إلا أن اللجنة لم تكن وكالة استخباراتية فعلية، نظرًا إلى أن لجنة المراسلات السرية التي عادة ما كانت تعمل معها كانت معنية بصورة رئيسية بالحصول على مؤن عسكرية بصورة سرية وتوزيعها، وبيع البارود للقراصنة المفوضين من قبل الكونجرس. تسلمت اللجنة وأدارت أساسًا متجانسًا للعقود السرية للأسلحة والبارود كان قد فاوض عليها في السابق أعضاء معينون في الكونجرس دون موافقة رسمية من الكونجرس. أبقت اللجنة تعاملاتها سرية وتخلصت من العديد من سجلاتها لضمان سرية عملها.
جندت الوكالة السرية عملاء في الخارج، وغالبًا ما كان ذلك بالتعاون مع لجنة المراسلات السرية. وجمعت معلومات استخباراتية حول مخازن ذخيرة سرية للموالين ورتبت للاستيلاء عليها. أرسلت اللجنة أيضًا حملات للاستيلاء على المؤن البريطانية في المستعمرات الجنوبية. ونظمت شراء المخازن العسكرية عبر وسطاء لإخفاء حقيقة أن الكونجرس كان الشاري الفعلي. ومن ثم استخدمت أعلامًا أجنبية في محاولة لحماية السفن من الأسطول البريطاني.
كان من بين أعضاء الكونجرس القاري المعينين في اللجنة بعض أكثر أعضاء الكونجرس نفوذًا ومسؤولية: بينجامين فرانكلين وروبيرت موريس وروبيرت ليفينجستون وجون ديكنسون وتوماس ويلينغ وتوماس مكين وجون لانجدون وسامويل وورد.

### لجنة المراسلات (السرية)
أقر الكونجرس القاري الثاني بالحاجة إلى معلومات استخباراتية أجنبية وتحالفات أجنبية وأنشأ لجنة المراسلات (التي سرعان ما أعيد تسميتها إلى لجنة المراسلات السرية) عبر قرار اتخذ في 29 من شهر نوفمبر من عام 1775. كان أعضاء اللجنة الأصليين، الوكالة الأمريكية الأولى للاستخبارات الأجنبية، بينجامين فرانكلين وبينجامين هاريسون وتوماس جونسون، وفي وقت لاحق ضمن اللجنة جيمس لوفيل، الذي أصبح خبير الكونجرس في الترميز والتعمية ووصف بأنه أب استخراج المعمى الأمريكي.
وظفت اللجنة عملاء سريين في الخارج، وأجرت عمليات سرية وابتكرت رموزًا وتعميات ومولت أنشطة دعاية ووافقت على فتح بريد خاص وحصلت على منشورات أجنبية لاستخدامها في التحليل وأسست نظام سعاة وطورت قدرات بحرية بعيدًا عن قدرات البحرية القارية ودخلت في اتصالات دائمة مع بريطانيين وإسكتلنديين تعاطفوا مع القضية الأمريكية. التقت اللجنة بصورة سرية في شهر ديسمبر من عام 1775 بعميل من الاستخبارات الفرنسية زار فيلادلفيا متخفيًا بأنه تاجر من الفلمنك.
في 17 أبريل من عام 1777، أعادت لجنة المراسلات السرية تسمية لجنة الشؤون الخارجية إلا أنها أبقت على وظيفتها الاستخباراتية. أجريت المسائل الدبلوماسية من قبل لجان أخرى أو من قبل الكونجرس بأكمله. في 10 يناير من عام 1781، أنشئت هيئة الشؤون الخارجية، سلف وزارة الخارجية، وأوكلت إليها مهمة «الحصول على المعلومات الأكثر شمولًا وإفادة المرتبطة بالقضايا الخارجية»، ومنح رئيسها صلاحية إجراء «مراسلات مع جميع الأشخاص الآخرين الذين يتوقع أن يحصل منهم على معلومات مفيدة».

### لجنة الجواسيس
في 5 يونيو من عام 1776، عين الكونجرس جون آدامز وتوماس جيفرسون وإدوارد روتليدج وجيمس ويلسون وروبروت ليفينغستون «للنظر في ما ينبغي فعله مع الأفراد الذين يعطون معلومات استخباراتية للعدو أو يقدمون له المؤن». وأوكلت إليهم مهمة إعادة النظر في تشريعات الحرب المتعلقة بالتجسس الموجه ضد القوى الأمريكية. كانت المشكلة تلك مشكلة حرجة: كان العميل البريطاني بينجامين تشيرتش، الطبيب الرئيسي للجيش القاري، قد ألقي القبض عليه مسبقًا، وتعرض للسجن، إلا أنه لم يكن هناك قانون تجسس مدني، وكان جورج واشنطن يعتقد أن القانون العسكري الذي كان سائدًا حينها لم ينزل عقوبات قاسية بما فيه الكفاية ليشكل رادعًا. في 7 نوفمبر من عام 1775، أضيفت عقوبة الإعدام على تهمة التجسس إلى تشريعات الحرب، إلا أن البند لم يكن سيطبق بأثر رجعي، ونجا تشيرتش من الإعدام. في 21 أغسطس من عام 1776، أعاد الكونجرس النظر في تقرير اللجنة، وسن أقول قانون للتجسس. وحسم الأمر بصورة أكبر بأن «ينشر القانون في نهاية تشريعات وبنود الحرب». في 27 فبراير من عام 1778، وسع القانون ليشمل أيًا من «سكان هذه الولايات» ممن كانت أنشطتهم الاستخباراتية تساعد العدو في أسر القوى الثورية أو قتلها.

## منظمات بريطانية مشاركة في التجسس
بالمقارنة مع جهود التجسس الأمريكية، كانت الجهود البريطانية محدودة خلال السنوات الأربع الأولى من الحرب. كان الجنرال هنري كلينتون يترأس ظاهريًا جهود تجسس الجيش البريطاني، والتي لم تترك سوى أثر ضئيل على العمليات العسكرية البريطانية. في شهر مايو من عام 1779، عين كلينتون الضابط المرافق الخاص به جون أندريه كرئيس لعمليات التجسس البريطاني في أمريكا الشمالية. بدأ أندري بتطوير جهاز تجسس أكثر رسمية، بما في ذلك إنشاء شبكة جواسيس امتدت خارج نيويورك سيتي واستخدم مفتاح شيفرة لحماية اتصالاته مع الجواسيس.

## الاستخبارات المضادة
ربما كانت لجنة التحقق من المؤامرات وهزيمتها، والتي أصبحت مفوضية لاحقًا، أول منظمة تنشأ بموجب وثائق الكونفدرالية لأهداف استخباراتية مضادة. وكانت تتألف من سلسلة من المجموعات التي تأسست في نيويورك بين شهر يونيو من عام 1776 ويناير من عام 1778 لجمع معلومات استخباراتية والقبض على الجواسيس والسعاة البريطانيين وكشف من يشك بتعاطفهم مع البريطانيين. أنشئت اللجنة ك «خدمة سرية» كانت تمتلك صلاحية الاعتقال أو الإدانة أو إطلاق السراح بكفالة أو إخلاء السبيل المشروط أو السجن أو الترحيل. ووضعت شركة ميليشيا تحت إمرتها. استمعت اللجنة إلى أكثر من 500 حالة تشمل الخيانة أو التقويض. ووصف جون جاي بأنه أول رئيس للاستخبارات الأمريكية المضادة بسبب دوره في اللجنة.
كان ويليام دوير، صاحب مزرعة وسياسي، وناثانييل ساكيت، عميل اقترح على جورج واشنطن من قبل دوير، ناجحين بشكل خاص في التفتيش عن عملاء بريطانيين، إلا أنهما حققا أكبر نجاحاتهما في مهمات إينوك كروسبي، واحد من قرابة 12 عميلًا كانوا يعملون لديهما. أخطأ أحد موالي مقاطعة ويتشستر باعتباره أن كروسبي، أحد قدامى محاربي الجيش القاري، كان يشاركه وجهات نظره. وأسرّ لكروسبي أن شركة عسكرية سرية للعدو كانت قيد التشكل وعرفه على المجموعة. أبلغ كروسبي اللجنة بالمؤامرة وأُخذ مع المجموعة. تمكن كروسبي من «الفرار» واندس، كما أُمر، في وحدة محافظة سرية أخرى. أُخذت هذه الوحدة أيضًا، وكروسبي معها، وتمكن مجددًا من الفرار. وأعاد العملية لمرتين على الأقل قبل أن يبدأ الموالون بالتنبه إلى «فراره» ومن ثم تقاعد. كان كروسبي نموذج الشخصية المركزية في رواية جيمس فينمور كوبر الجاسوس (صدرت في عام 1821)، أولى روايات أدب الجاسوسية المكتوبة باللغة الإنجليزية.
كان الكابتن ديفيد جراي من خليج ماساتشوستس عميلًا أمريكيًا ناجحًا آخر. بادعائه أنه هارب من الجندية، دخل جراي جهاز الكولونيل بيفرلي روبنسون، الذي كان ضابط استخبارات محافظ، وأصبح أحد سعاة روبنسون. نتيجة لذلك، قرئ محتوى جميع مراسلات روبنسون من قبل الأمريكيين قبل وصولها، وأصبح روبنسون في النهاية الساعي للرائد أوليفر ديلانسي الابن، رئيس الهيئة البريطانية السرية في نيويورك. لمدة سنتين، بصفته ساعي أوليفر ديلانسي في كندا، نجح جراي في اختراق خط الاتصالات الرئيسي للخدمة السرية البريطانية. عند إتمامه مهمته، عاد جراي إلى صفوف الجيش القاري، وحذف اسمه من قائمة الفارين من الجندية التي كان قد وضع ضمنها عند بداية العملية.
لعب الرائد بنجامين تالمادج، ضابط استخبارات عالي الرتبة كان يعمل لدى قائد الجيش القاري جورج واشنطن، دورًا محوريًا في القبض على الرائد جون أندري، الذي كان سلف أوليفر ديلانسي كرئيس الخدمة السرية البريطانية في نيويورك.